# Archidendron oppositum
Archidendron oppositum är en ärtväxtart som först beskrevs av Friedrich Anton Wilhelm Miquel, och fick sitt nu gällande namn av Ivan Christian Nielsen. Archidendron oppositum ingår i släktet Archidendron och familjen ärtväxter. Inga underarter finns listade i Catalogue of Life.